# 電弱時代
電弱時代(Electroweak epoch)は、初期宇宙の進化において、電磁力が弱い相互作用と統合し、電弱相互作用(>100 GeV)となっていたほど宇宙の温度が高かった時代である。電弱時代は、強い相互作用が電弱相互作用から分離した時に始まった。この時期は、インフレーション時代が始まったビッグバンの約10-36秒後頃だと考える宇宙学者もいる。また、インフレーション時代の間、宇宙のインフレーションの原動力となったインフレーション場の位置エネルギーが解放され、宇宙が濃く熱いクォークグルーオンプラズマに満たされたビッグバンの約10-32秒後と考える者もいる。
この時代の粒子間相互作用は、ウィークボソンやヒッグス粒子を含む大量のエキゾチック粒子を形成しうるほどエネルギーが高かった。宇宙が拡大して冷えるにつれ、相互作用のエネルギーは低下し、ビッグバンの約10-12秒後にはウィークボソンの形成は止まった。残ったウィークボソンはすぐに崩壊し、弱い相互作用は、続くクォーク時代には、短い範囲の力となった。
電弱時代の物理学には不明な点が少なく、より初期の宇宙の時代の物理学よりもずっと良く理解されている。ウィークボソンの存在は実証され、また電弱理論による別の予測も実験的に検証されている。